# Paralela 45 nord
Paralela 45 Nord este un cerc de latitudine a Pământului situat la 45 de grade Nord de planul ecuator (în emisfera nordică), însă nu la mijlocul distanței dintre Ecuator și Polul Nord, motivul fiind faptul că Pământul nu este o sferă perfectă ci este ușor bombat la Ecuator și turtit la poli din cauza forței centrifuge determinată de rotația Pământului în jurul propriei axe.

## Date geografice
Începând cu  și mergând către est, paralela 45° Nord trece prin: Franța (Grenoble, Bordeaux), Italia (Torino, Piacenza), Marea Adriatică (Golful Veneției), Croația, Bosnia-Herțegovina, Serbia (Belgrad), România (Cascada Bigăr, Baia de Aramă, Râmnicu-Vâlcea, Târgu-Jiu, Ploiești, Dealul Mare, Rezervația Biosferei Delta Dunării),  Ucraina (Simferopol, Peninsula Crimeea), Marea Neagră, Rusia (Krasnodar), Marea Caspică, Uzbekistan, Kazahstan, China, Mongolia, Marea Japoniei, Japonia (Insula Hokkaidō), Marea Ohotsk, Insulele Kurile (Rusia), Oceanul Pacific, S.U.A. (statele Oregon, Idaho, Montana, Wyoming, Dakota de Sud, Minnesota, Wisconsin, Michigan, New York, Vermont, New Hampshire, Maine), Canada (statele Ontario, Quebec, New Brunswick, Nova Scotia), Oceanul Atlantic.

## Marcaje pe teren a Paralelei 45 Nord în România
- La Cascada Bigăr[1]
- Lângă șoseaua DN1 București-Brașov[2]                         • DN7 Cotmeana Județul Argeș  [3]